# Các nhà biên tập điện ảnh Hoa Kỳ
Thành lập năm 1950, Các nhà biên tập điện ảnh Hoa Kỳ (tiếng Anh: American Cinema Editors, viết tắt là ACE hay A. C. E.) là một cộng đồng vinh danh các nhà biên tập phim được bình chọn dựa trên những thành tựu chuyên môn họ đạt được, những đóng góp của họ trong đào tạo, và những cống hiến của họ trong lĩnh vực biên tập. Cộng đồng này độc lập với những tổ chức công nghiệp, như I.A.T.S.E. (đặc biệt là Hiệp hội các nhà biên tập phim, tiếng Anh: Motion Picture Editors Guild hay MPEG) mà một nhà biên tập có thể đồng thời tham gia. Chủ tịch hiện tại của ACE là Randy Roberts.

## Đăng ký thành viên
Để trở thành thành viên của cộng đồng đòi hỏi các điều kiện dưới đây:
- Có nguyện vọng trở thành thành viên
- Được hai thành viên khác trong cộng đồng ủng hộ
- Có ít nhất 60 tháng (5 năm) kinh nghiệm biên tập phim chiếu rạp hoặc truyền hình
- Qua phỏng vấn của Ủy ban Hội viên
- Được ban lãnh đạo chấp thuận
- Được các thành viên khác trong cộng đồng ủng hộ

Các thành viên có thể sử dụng đuôi "A.C.E." để ký tên của mình; ví dụ tên vị chủ tịch của cộng đồng này (tháng 10 năm 2012) có thể viết là Randy Roberts, A.C.E. Tổ chức này đăng danh sách thành viên hiện tại trên website của mình; tuy nhiên đến 2012, website không đăng những thành viên đã qua đời.

## Ban lãnh đạo
Tính đến tháng 10 năm 2012, danh sách ban lãnh đạo như sau:
- Randy Roberts, A.C.E. (Chủ tịch)
- Alan Heim, A.C.E. (Phó chủ tịch)
- Lillian Benson, A.C.E (Thư ký)
- Ed Abroms, A.C.E. (Thủ quỹ)

Các thành viên phụ:
- Diane Adler, A.C.E.
- Anita Brandt-Burgoyne, A.C.E
- Edgar Burcksen, A.C.E.
- Tina Hirsch, A.C.E.
- Maysie Hoy, A.C.E.
- Bonnie Koehler, A.C.E.
- Stephen Lovejoy, A.C.E.
- Harry B. Miller III, A.C.E.
- Stephen Rivkin, A.C.E.
- Eric Sears, A.C.E.